# Stand! (chanson)
Singles de Sly and the Family Stone
Everyday People
(1968) Hot Fun in the Summertime
(1969)
Clip vidéo
[vidéo] « Stand! (audio) », sur YouTube
Stand! est une chanson du groupe américain Sly and the Family Stone. Elle est parue en 1969 en single et sur l'album Stand!
La chanson a atteint la 22e place sur le Hot 100 de Billboard et la 14e place dans le hit-parade soul du même magazine.

## Accolades
La chanson Stand! est classée à la 244e place sur la liste des « 500 plus grandes chansons de tous les temps » selon le magazine musical Rolling Stone.